# Bria Skonberg
Bria Skonberg (Chilliwack, 1983 –) kanadai dzsessztrombitás, énekes.

## Pályakép
2006-ban a kanadai (Capilano University) diplomájával New Yorkba ment. Ott három éven át Warren Vaché amerikai trombitásnál még tovább tanult.
Tradicionális dzsesszt játszva apránként megtalálta a saját hangját.
Mint énekes-trombitás mesterien szövi össze bátor dallamait a füstízű hangjával. Előadja  Louis Armstrong és Aretha Franklin számait.
A New York Hot Jazz Fesztivál társalapítója. Vezeti a Billboard Top 5 listáját.

## Lemezek
- Fresh (2009)
- So Is the Day (2012)
- Into Your Own (2014)
- Bria (2016)
- With a Twist (2017)
- Nothing Never Happens (2019)
- What It Means (2024)

## Díjak
- Jazz Award of Merit, Canadian Broadcasting Corporation, 2006
- Kobe Jazz Street Award, Breda Jazz Festival, 2007
- Outstanding Jazz Artist, New York Bistro Award
- Jelölés: Artist of the Year, Jazz Journalists Association, 2013
- Swing! Award, Jazz at Lincoln Center, 2015
- Elnyert: Juno Award Jazz Vocal Album, 2017